# 酔いどれ公爵
『酔いどれ公爵』（よいどれこうしゃく、The Drunken Duke ）は、日本のミュージカル。企画・原案・演出・主演 ： 千葉真一。1985年4月1日 - 4月29日に新宿コマ劇場で上演された。

## 解説
千葉真一演出による1981年の『スタントマン物語』、1982年・1983年・1984年の『ゆかいな海賊大冒険』に続く、ジャパンアクションクラブ（JAC）ミュージカルの第3作目。『ゆかいな海賊大冒険』はファミリー向けだったのに対して、大人を対象とした作品に仕上げられ、本作はもともと千葉をメインとした三銃士の物語だったが、「JAC メンバーを出演させたいので集団劇にしてほしい」と千葉の要望でフランス革命が加わり、登場人物も増やされている。
主なキャストには、革命を主導するロベール公爵に千葉真一、ロベールが隠れ住む居酒屋ダンテの店主であるナタリー・ガルファンに志穂美悦子、ロベールを師と仰ぐナポレオン・ボナパルトに真田広之、現体制を維持しようとするオルゴン公爵に田中浩、オルゴンに御輿として担ぎ出されるポルクス王子に黒崎輝、ロベールの妻・ジュスティーヌに安奈淳らが配されている。

## スタッフ
- 企画・原案・演出 ： 千葉真一

- 監修 ： 深作欣二
- 作・作詞 ： 亀石征一郎
- ミュージカル構成・演出協力 ： 青井陽治
- 演出補 ： 新美正雄
- 音楽 ： 宮川晶
- 装置 ： 石浜日出雄
- 振付 ： 謝珠栄・佐々木隆子
- 照明 ： 鳥居秀行
- 衣装 ： 合田瀧秀
- 殺陣 ： 菅原俊夫
- スタント指導 ： 中牟田了
- 声楽指導 ： 鹿児島清志・島田敬穂
- インスペクター ： 伊達克彦
- 特殊装置 ： 秋山清次
- 音響効果 ： 八幡泰彦
- 調音 ： 野田幸一
- 制作 ： 中野賀啓
- 制作協力 ： サニー千葉エンタープライズ

## ストーリー
1789年の夏、全人口の2%に過ぎない貴族がフランス王国を支配していた。一握りの特権階級に圧迫され、民衆の生活は困窮を極めていた。ナポレオン・ボナパルトはロベール公爵の著書『暗黒の祭』を読み、これこそ今のフランスが進むべき指標・正しい革命への道だと信じ、ロベールを捜し求め、パリを彷徨っていた。

## キャスト
主要人物
- 千葉真一 ： ロベール公爵
- 志穂美悦子 ： ナタリー・ガルファン
- 真田広之 ： ナポレオン・ボナパルト
- 黒崎輝 ： ポルクス王子
- 大葉健二 ： ジャン・ピエール
- 亀石征一郎 ： ルイ16世 (フランス王)
- 田中浩 ： オルゴン公爵
- 西田良 ： プードル・トント
- 三沼慶 ： 貴族主人
- 山吹まゆみ ： マリー・アントワネット
- 人見明 ： ラザール爺
- 安奈淳 ： ジュスティーヌ

そのほか
- 井上清和 ： スピンカ
- 佐久間浩司 ： ポアカ
- 関根大学 ： テキーヌ・ボアラ
- 誠吾大志 ： アルマンド
- 千原麻里 ： パスカル・オードレ
- 小山みゆき ： 女剣士 フランソワ・ダニエル
- 伊野口和也 ： ルネ・シャンテ
- 砂川真吾 ： フレール・シャンテ
- 真矢武 ： フェリックス・シャンテ
- 西田真吾 ： アラン・ルルーシュ
- 佐々木竜馬 ： ジュリー・セラン
- 水本隆司 ： ラガークルーゾー
- 佐藤良平 ： アンドレ・カイアット
- 山本亨 ： ニコール・ラブロ
- 関時男 ： やくざ クートン
- 崎津隆介 ： やくざ デモン
- 酒井務 ： やくざ ビギン
- 栗原敏 ： 革命組織委員 フーロン
- 澤田祥二 ： ネルバー
- 益田哲夫 ： ベルトラン
- 青木ルースリサ ： 侍女 アヌーク・エーメ
- 藤澤ふゆき ： イザベル・アジャーニ
- 小林陽子 ： ブリジッド・オベール
- 平野美智 ： ミレーユ・バラン
- 田村奈美 ： リヴィニール・カリエ
- 出本夏女 ： エルナ
- 飯田容子 ： 王宮掃除係 ファニー・アルダン
- 森田美樹 ： ボギーヌ
- 澄川真琴 ： 靴みがき
- 三原真 ： ホルランド伯爵
- 原玲子 ： エベリーヌ
- 久保田香織 ： 踊る乙女A
- 高橋利道 ： 民衆A
- 大須賀昭人 ： 民衆B
- 岡元次郎 ： バイオリン弾き
- 稲田龍雄 ： オルゴン六剣士A
- 高良隆志 ： オルゴン六剣士B
- 堤真一 ： オルゴン六剣士C
- 浅利俊博 ： 群衆A
- 諸鍛冶裕太 ： 群衆B